# غارينشيا
مانويل فرانسيسكو دوس سانتوس (بالبرتغالية: Manuel Francisco dos Santos‏) المعروف ب غارينشيا (بالبرتغالية: Garrincha‏) ، من مواليد 28 أكتوبر 1933 ووفيات 20 يناير 1983، لاعب كرة قدم برازيلي سابق، كان هداف كأس العالم لكرة القدم 1962 برصيد أربعة أهداف وتقاسم هذا اللقب مع خمسة لاعبين آخرين هم فافا ودرازين يركوفيتش وفلوريان ألبرت وفالنتين إيفانوف وليونيل سانشيز، ويعد من أفضل اللاعبين الذين يركضون بالكرة في تاريخ اللعبة.

## مسيرته الكروية
احترف غارينشيا كرة القدم في عام 1955 ولعب لنادي بوتافوغو، ولعب معهم لمدة 12 سنة، وشارك في 581 مباراة وسجل 232 هدف، وفي عام 1966 انتقل إلى نادي كورنثيانز، ولعب معهم 10 مباريات وسجل هدفين، وفي عام 1968 انتقل إلى نادي أتلتيكو جونيور ولعب لهم 1 مباراة واحدة فقط، وانتقل بعدها إلى نادي فلامنغو، ولعب معهم حتى عام 1969، وشارك في 15 مباراة وسجل 4 أهداف، وفي عام 1972 انتقل إلى نادي أولاريا ريو ولعب معهم 10 مباريات وسجل هدف واحد وبعدها اعتزل كرة القدم.

## مع منتخب البرازيل
لعب غارينشيا 50 مباراة مع منتخب البرازيل لكرة القدم بين عامي 1955 و1966، وشارك في كأس العالم لكرة القدم 1958 وكأس العالم لكرة القدم 1962 وكأس العالم لكرة القدم 1966، وقد خسرت البرازيل مباراة واحدة وهو على أرضية الملعب أمام منتخب هنغاريا لكرة القدم في المباراة التي لم يلعب فيها بيليه إذ من المعروف أن البرازيل لم تخسر أي مباراة شارك فيها غارنشيا وبيليه سوياً.
ومن المعلوم عن غارنيشيا انه كان يؤدي الحركات البهلوانيه والجمبازيه، ومن المعلوم عنه أيضا انه كان يعاني من مرض شلل الأطفال لذلك كان لديه رجل أقصر من أخرى قليلا لذلك كان يعكر صفو المدافعين الخصوم بتحركاته الغريبه .لم يحظَ بتلك الشهرة على الرغم من كونه ساعد منتخب بلاده على تحقيق كأس العالم عام 1962م وفي اخر حياته الكرويه ادين بتعاطي المخدرات وتوفي بعد ذلك عن عمر يناهز الخمسين عاما.

## روابط خارجية
- غارينشيا على موقع الاتحاد الدولي (مؤرشف)  (الإنجليزية)
- غارينشيا على موقع قاعدة بيانات كرة القدم.إي يو (الإنجليزية)
- غارينشيا على موقع ليكيب (الفرنسية)
- غارينشيا على موقع ناشيونال فوتبول تيمز (الإنجليزية)
- غارينشيا على موقع Soccerway.com (الإنجليزية)
- غارينشيا على موقع عالم كرة القدم.نت (الإنجليزية)